# Altria Theater
Koordinaten: 37° 32′ 46,5″ N, 77° 27′ 7,9″ W

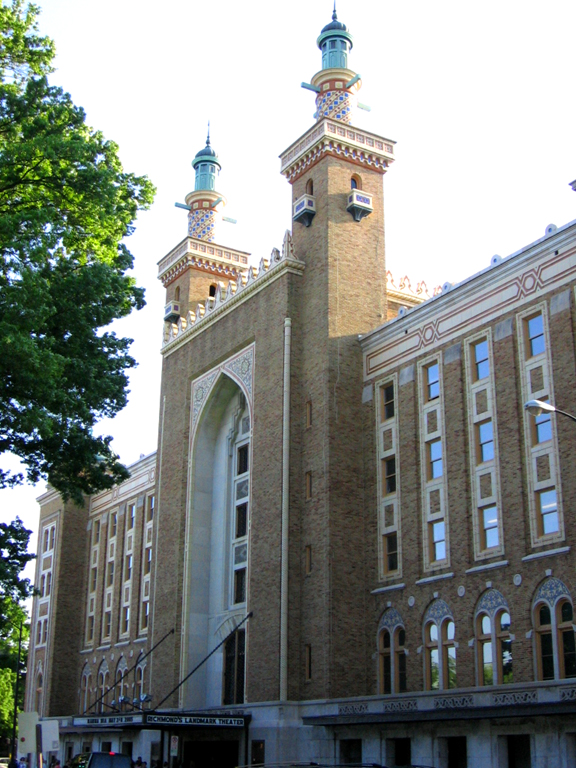
Landmark Theater

Das Altria Theater in Richmond, Virginia, bis 1994 The Mosque (die Moschee), bis 2013 Landmark Theater, ist ein Veranstaltungsgebäude in der südwestlichen Ecke des Monroe Parks. Es wurde in einem orientalisierenden Baustil 1926 als Tempel und Freizeitgebäude der Shriners (einer Art Freimaurer) erbaut und mit einer Galavorstellung der Opernsängerin Ernestine Schumann-Heink eröffnet. Nach den ursprünglichen Plänen des Erbauers Clinton. L. Williams sollte das Bauwerk ein Theater mit 4600 Plätzen, 42 Hotelzimmern, ein Fitness-Center mit Pool, Kegelbahnen und ein Restaurant enthalten.
1940 wurde das Gebäude von der Stadt Richmond erworben. Es besitzt einen Ballsaal für etwa 1000 Personen und einen Theatersaal mit 3'565 Sitzplätzen (Stand 2015). Den Namen Landmark bekam es nach einem Umbau im Jahr 1995, da das Gebäude niemals religiöse Zwecke hatte und man sensibler gegenüber orientalisierenden Namen geworden war. Den Namen Altria nach dem Sponsor Altria Group bekam es nach einer Renovierung im Jahr 2014.
Das Gebäude wird für Theater- und Konzertveranstaltungen genutzt. Es war der Ort zahlreicher historischer Konzerte wie von Frank Sinatra 1941, Elvis Presley 1956 oder Jimi Hendrix 1968.